# Raphael Löwenfeld
Raphael Löwenfeld, född 11 februari 1854 i Posen, död 28 december 1910 i Charlottenburg, var en tysk teaterledare och skriftställare.
Löwenfeld försökte i fortbildningssyfte popularisera teatern genom att till billigast möjliga pris med vägledande programblad bjuda bästa klassiska och moderna repertoar i enkelt men värdigt framförande. Han öppnade i detta syfte 1894 och 1902 sina båda första Schillerteatrar i Berlin och 1907 i modern nybyggnad den stora Schillingteater i Charlottenburg, från 1919 statsteater. Löwenfeld ivrade också för musikens popularisering och utgav bland annat 1898-1906 Die Volksunterhaltung.